# Josep Estiragués i Godall
Josep Estiragués i Godall (Sant Vicenç de Castellet, 13 de febrer de 1930 - Saragossa, octubre de 2001) fou un futbolista català de la dècada de 1950.
Després de destacar al CE Manresa va ser fitxat pel RCD Espanyol la temporada 1951-52, però no gaudí de minuts, disputant només un partit de lliga. La campanya 1952-53 va ser cedit a la UE Lleida i les dues posteriors al CE Sabadell. El 1955 fou fitxat pel Reial Saragossa, club on jugà durant cinc temporades i on visqué els seus millors anys com a professional. Disputà 132 partits oficials en els quals marcà 11 gols. La primera d'aquestes temporades la jugà a Segona, assolint l'ascens a Primera, on jugà 84 partits entre 1956 i 1960. Un cop retirat s'establí a Saragossa on creà una empresa del ram de la moda.